# Arnolt Bronnen
Arnolt Bronnen (Bécs, 1895. augusztus 19. – Oranienburg, 1959. október 12.) osztrák drámaíró és filmrendező.

## Élete és pályája
Zsidó apától és keresztény anyától született. Debütáló darabja a Parricide (Vatermord, 1922) című expresszionista színmű. A Cambridge Guide to Theatre szerint a darab „erotikus, antiburzsoá, fekete expresszionizmusa” „szenzációt keltett” a közönség körében.
Bronnen írta A fiatalság születése (Geburt der Jugend, 1922) és a Die Excesse (1923) című műveket is. Miután egyidejűleg különböző filmes és színpadi projekteken dolgozott, 1923-ban Bertolt Brechttel közösen rendezte a Pastor Ephraim Magnus című dráma sűrített változatát (a Cambridge Guide szerint nihilista és expresszionista darab, tele perverziókkal és szado-mazochista motívumokkal) írta Hans Henny Jahnn.
1933-ban Bronnen aláírta a Gelöbnis treuester Gefolgschaftot, amelyben „abszolút hűségesküt” tett Adolf Hitlernek. A második világháború után csatlakozott a kommunizmushoz.
Kelet-Berlinben halt meg, és a Dorotheenstadt temetőben nyugszik.

## Fordítás
Ez a szócikk részben vagy egészben  az   Arnolt Bronnen című olasz Wikipédia-szócikk ezen változatának fordításán alapul.  Az eredeti cikk szerkesztőit annak laptörténete sorolja fel. Ez a jelzés csupán a megfogalmazás eredetét és a szerzői jogokat jelzi, nem szolgál a cikkben szereplő információk forrásmegjelöléseként.